# Il ponte della ferrovia ad Argenteuil
Il ponte della ferrovia ad Argenteuil è un dipinto a olio su tela (55x72 cm) realizzato tra il 1873 ed il 1874 dal pittore francese Claude Monet.
È conservato nel Musée d'Orsay di Parigi.